# 동 (전한)
동(同, ? ~ ?)은 전한 초기의 제후이다. 《사기》와 《한서》의 기록이 전혀 다른 인물로, 사기에서는 소하의 아들 소록의 동생이라고 하며 한서에서는 소하의 아내이자 소록의 생모라고 하였다. 사기를 따를 경우 성씨는 소씨임이 분명하나, 한서를 따를 경우 불분명해지기 때문에 본 문서에서는 이름자만 기록한다.

## 행적
고후 원년(기원전 187년), 소록의 뒤를 이어 차후(酇侯)에 봉해졌다.
문제 원년(기원전 179년), 죄를 지어 작위가 박탈되었다. 작위는 소연이 이었고, 시호를 의(懿)라 하였다.

## 출전
- 사마천, 《사기》권18 고조공신후자연표
- 반고, 《한서》 권16 고혜고후문공신표